# 3926 Рамірес
3926 Рамірес (3926 Ramirez) — астероїд головного поясу, відкритий 7 листопада 1978 року.
Тіссеранів параметр щодо Юпітера — 3,410.